# Skool Luv Affair
Skool Luv Affair è il secondo EP del gruppo musicale sudcoreano BTS, pubblicato il 12 febbraio 2014.

## Antefatti e pubblicazione
La pubblicazione di Skool Luv Affair è stata annunciata il 23 gennaio 2014 dai BTS sul proprio profilo Twitter, pubblicando una foto di gruppo con la data di uscita. Quattro giorni dopo, la Big Hit Entertainment ha lanciato un conto alla rovescia sul sito ufficiale e pubblicato un'anteprima da 30 secondi della prima traccia Intro: Skool Luv Affair, che è stata utilizzata nel trailer promozionale caricato il 2 febbraio su YouTube. La clip è un cartone animato in tonalità primarie lunga un minuto e 40 secondi, contenente solo la parte del pezzo eseguita da Rap Monster, ed esprime la principale tematica dell'EP, quella dell'amore adolescenziale, inserendo diversi oggetti che simboleggiano la scuola, come sedie e matite, oltre ad elementi tipicamente hip hop come una console, una bicicletta e uno skateboard. In concomitanza con il trailer, è stato rivelato che il brano apripista si sarebbe intitolato Boy in Luv.
Il 6 febbraio è stata resa pubblica la tracklist ed è uscito in streaming gratuito il brano Just One Day. Il videoclip di Boy in Luv è stato caricato un giorno prima dell'uscita del disco, stessa data in cui i BTS hanno tenuto una conferenza stampa e uno showcase al Lotte Card Art Center nel distretto di Mapo, durante il quale hanno eseguito Boy in Luv e Jump prima dell'inizio delle promozioni ai programmi musicali, che sono iniziate il 13 di quello stesso mese. Il 6 aprile è stato reso pubblico il video musicale di Just One Day, che è stata utilizzata per pubblicizzare il disco dal successivo 9 aprile, eseguendola a diversi programmi musicali.
Una riedizione intitolata Skool Luv Affair Special Addition è stata pubblicata il 14 maggio e comprende tre dischi: un CD con le canzoni e due DVD da circa 80 minuti contenenti i momenti più importanti del concerto tenuto dal gruppo per presentarlo. Contiene due nuove tracce, Miss Right e I Like It (Slow Jam Remix); la sua edizione fisica consta inoltre di sei strumentali aggiuntive. Il 18 marzo 2015 Skool Luv Affair è uscito in una nuova edizione per il Giappone, con allegato un DVD con i video musicali di Boy in Luv e Just One Day, e una galleria di foto.

## Composizione
Tematicamente l'EP conclude la "trilogia scolastica" iniziata nel 2013 con 2 Cool 4 Skool e proseguita con O!RUL8,2?, ma rispetto ad essi ha un'atmosfera più leggera. Musicalmente, conserva le influenze hip hop del gruppo, con l'incorporazione di R&B e hard rock, mentre i testi si spostano dai sogni e dalla felicità all'amore, concentrandosi sull'età scolastica e l'amore giovanile.
La prima traccia, Intro: Skool Luv Affair, è un pezzo rap eseguito da Rap Monster, Suga e J-Hope, i quali utilizzano tutti un beat diverso per parlare di primo amore, vero amore, e del dolore causato da un amore passionale. Boy in Luv è ispirata al film del 2004 Neukdae-ui yuhok (Temptation of Wolves) ed esprime i diversi sentimenti di un liceale nei confronti della ragazza per cui ha una cotta. È seguita da Skit: Soulmate, che cattura un momento di repertorio dallo studio di registrazione. In Where Did You Come From? gli interpreti competono tra loro in diversi dialetti coreani per ottenere l'affetto dell'ascoltatore, ma la gara si trasforma poi in una celebrazione dell'armonia che si crea rispettando le origini gli uni degli altri. Just One Day ha iniziato a essere registrata nel 2012, e le parti di Jungkook risalgono a quell'anno. Tomorrow, che fonde l'hip hop all'R&B, s'interroga sulla correlazione tra impegno e risultati, esprimendo disperazione con "Perché rimango nello stesso posto quando c'è tanta strada da percorrere? Anche se urlo per la frustrazione, echeggia soltanto nel cielo vuoto. Che domani sia in qualche modo diverso da oggi, posso solo implorarlo", proseguendo con il rassicurare chi sta affrontando delle sfide di vita, come i ventenni disoccupati a causa dell'economia instabile, che "l'alba prima dell'aurora è la più oscura". Il suono di chitarra contenuto nel pezzo è ripreso in My Time dall'album del 2020 Map of the Soul: 7. In BTS Cypher Pt. 2: Triptych, Rap Monster, Suga e J-Hope dichiarano l'intenzione del gruppo di resistere a discapito dei pregiudizi, alternandosi su beat che spaziano dall'old school hip hop a una fusione di trap e dubstep. Spine Breaker critica gli studenti che, per seguire la moda come i loro coetanei, costringono i genitori ad acquistare capi di vestiario costosi che non si possono permettere; il titolo rimanda al termine "spezzaschiena" coniato in Corea del Sud nel 2011 per riferirsi ai piumini North Face che stavano spopolando tra gli adolescenti. Jump era stata scritta e completata da Suga nel novembre 2011, ma mai pubblicata prima di essere registrata di nuovo e inclusa in Skool Luv Affair. Alcune parti di Suga e Rap Monster presenti nella versione originale sono state conservate e incluse nella registrazione definitiva. Il testo ricorda all'ascoltatore di essere ambizioso nel perseguire le sue aspirazioni. Chiude il disco Outro: Propose, una canzone R&B che ricapitola la tematica complessiva del dolce amore adolescenziale.
In Skool Luv Affair (Special Addition), Miss Right contiene la loro prima dichiarazione d'affetto per le scarpe Converse, mentre I Like It (Slow Jam Remix) riscrive il brano pop contenuto in 2 Cool 4 Skool in chiave R&B.

## Tracce
1. Rap Monster, Suga e J-Hope – Intro: Skool Luv Affair – 2:58 (Pdogg, Slow Rabbit, Rap Monster, Suga, J-Hope)
2. Boy in Luv (상남자?, SangnamjaLR; lett. "Uomo virile") – 3:50 (Pdogg, "Hitman" Bang, Rap Monster, Suga, Supreme Boi)
3. Skit: Soulmate – 1:32
4. Where Did You Come From? (어디에서 왔는지?, Eodi-eseo wassneunjiLR) – 4:00 (Cream, Hangyeol, Rap Monster, Suga, J-Hope)
5. Just One Day (하루만?, HarumanLR) – 4:00 (Pdogg, Rap Monster, Suga, J-Hope)
6. Tomorrow – 4:22 (Suga, Slow Rabbit, Rap Monster, J-Hope)
7. Rap Monster, Suga e J-Hope – BTS Cypher Pt. 2: Triptych – 4:48 (Supreme Boi, Rap Monster, Suga, J-Hope)
8. Spine Breaker (등골브레이커?, Deunggol beure-ikeoLR) – 3:59 (Pdogg, OWO, Rap Monster, Suga, J-Hope, Slow Rabbit, Supreme Boi)
9. Jump – 3:57 (Suga, Pdogg, Supreme Boi, Rap Monster, J-Hope)
10. Jin, Park Ji-min, V e Jeon Jung-kook – Outro: Propose – 2:03 (Slow Rabbit, Pdogg)

Tracce di Skool Luv Affair Special Addition:
1. Miss Right – 4:01 (Pdogg, Slow Rabbit, "Hitman" Bang, Rap Monster, Suga, J-Hope)
2. I Like It (Slow Jam Remix) (좋아요?, Joh-a-yoLR) – 3:52 (Brother Su, Pdogg, Slow Rabbit, Rap Monster, Suga, J-Hope)
3. Rap Monster, Suga e J-Hope – Intro: Skool Luv Affair – 2:58 (Pdogg, Slow Rabbit, Rap Monster, Suga, J-Hope)
4. Boy in Luv (상남자?, SangnamjaLR; lett. "Uomo virile") – 3:50 (Pdogg, "Hitman" Bang, Rap Monster, Suga, Supreme Boi)
5. Skit: Soulmate – 1:32
6. Where Did You Come From? (어디에서 왔는지?, Eodi-eseo wassneunjiLR) – 4:00 (Cream, Hangyeol, Rap Monster, Suga, J-Hope)
7. Just One Day (하루만?, HarumanLR) – 3:59 (Pdogg, Rap Monster, Suga, J-Hope)
8. Tomorrow – 4:21 (Suga, Slow Rabbit, Rap Monster, J-Hope)
9. Rap Monster, Suga e J-Hope – BTS Cypher Pt. 2: Triptych – 4:48 (Supreme Boi, Rap Monster, Suga, J-Hope)
10. Spine Breaker (등골브레이커?, Deunggol beure-ikeoLR) – 3:58 (Pdogg, OWO, Rap Monster, Suga, J-Hope, Slow Rabbit, Supreme Boi)
11. Jump – 3:56 (Suga, Pdogg, Supreme Boi, Rap Monster, J-Hope)
12. Jin, Park Ji-min, V e Jeon Jung-kook – Outro: Propose – 2:02 (Slow Rabbit, Pdogg)

Tracce aggiuntive di Skool Luv Affair Special Addition (edizione fisica):
1. Boy In Luv (Inst.) (상남자?, SangnamjaLR) – 3:50
2. Where Did You Come From? (Inst.) (어디에서 왔는지?, Eodi-eseo wanneunjiLR) – 4:00
3. Just One Day (Inst.) (하루만?, HarumanLR) – 3:59
4. Tomorrow (Inst.) – 4:21
5. Spine Breaker (Inst.) (등골브레이커?, Deunggol beure-ikeoLR) – 3:58
6. Jump (Inst.) – 3:56

Note:
- Spine Breaker contiene un campione da Why Call Me di Song Chang-sik.

DVD (disco 1)
1. Showcase – DVD Edit. Ver. – 78:00

DVD (disco 2)
1. Showcase Making – Dance Practice / Self Camera / Showcase D-Day
2. Interview – <Skool luv Affair> Keyword Talk / Dream / Happiness / Love
3. Hidden Story – 'Boy in Luv' Behind Cut / 'Just One Day' MV Making

## Formazione
Crediti tratti dalle note di copertina di Skool Luv Affair e Skool Luv Affair: Special Addition:
Gruppo
- Jin – voce
- Suga – rap, scrittura (tracce 1-2, 4-9, 11-12; 1-2 Special Addition), produzione (traccia 6), sintetizzatore (tracce 6, 9)
- J-Hope – rap, scrittura (tracce 1, 4-9, 11-12; 1-2 Special Addition)
- Rap Monster – rap, scrittura (tracce 1-2, 4-9, 11-12; 1-2 Special Addition), ritornello (traccia 4)
- Park Ji-min – voce
- V – voce, ritornello (traccia 6)
- Jeon Jung-kook – voce, ritornelli (tracce 2, 4-6, 9; 1 Special Addition)

Produzione
- "Hitman" Bang – scrittura (tracce 2, 11; 1 Special Addition), basso moog (traccia 2 Special Addition)
- Brother Su – scrittura (tracce 12; 2 Special Addition), produzione (traccia 2 Special Addition), sintetizzatore (traccia 2 Special Addition), tastiera (traccia 2 Special Addition)
- Choi Hyo-young – mastering
- Cream – scrittura (traccia 4), tastiera (traccia 4), sintetizzatore (traccia 4), basso (traccia 4)
- Tony Dawsey – mastering
- Go Hyun-jung – missaggio (traccia 9)
- Hangyeol – scrittura (traccia 4), ritornello (traccia 4)
- Jung Jae-pil – chitarra (tracce 6; 1 Special Addition)
- Kim Hyung-joon – registrazione (traccia 2 Special Addition)
- Sam Klempner – chitarra (traccia 2)
- Layback Sound – produzione (traccia 4)
- Ken Lewis – missaggio (traccia 8)
- Master Key – missaggio (tracce 4-5; 1-2 Special Addition), mastering
- OWO – scrittura (traccia 8), produzione (traccia 8)
- Pdogg – scrittura (tracce 1-2, 5, 8-12; 1-2 Special Addition), produzione (tracce 1-3, 5, 8-9; 1-2 Special Addition), tastiera (tracce 1-2, 5, 8-9; 1 Special Addition), sintetizzatore (tracce 1-2, 5, 8; 1-2 Special Addition), arrangiamento rap (tracce 1-2, 4-6, 8-9; 1 Special Addition), registrazione (tracce 1-6, 8-9; 1 Special Addition), ritornelli (tracce 2, 9), arrangiamento voci (tracce 2, 4-5, 8-9; 1 Special Addition), programmazione aggiuntiva (tracce 4, 10), programmazione aggiuntiva ritmo (tracce 6; 2 Special Addition)
- James F. Reynolds – missaggio (traccia 2)
- Slow Rabbit – scrittura (tracce 1, 6, 8, 10-12; 1-2 Special Addition), produzione (tracce 6, 10), tastiera (traccia 6), arrangiamento voci (tracce 6, 10; 1 Special Addition), registrazione (tracce 6, 10), tastiera (traccia 10), sintetizzatore (traccia 10)
- Sun – voce femminile (traccia 5)
- Supreme Boi – arrangiamento rap (tracce 1, 4, 6-8), registrazione (tracce 1, 4, 6-8), ritornello (traccia 2), scrittura (tracce 2, 7-9), produzione (tracce 7, 9), tastiera (traccia 7), sintetizzatore (traccia 7), programmazione aggiuntiva dubstep (traccia 9)
- Yang Ga – missaggio (tracce 1, 3, 6-7, 10)

## Successo commerciale
Skool Luv Affair ha esordito in terza posizione sulla Circle Chart settimanale, ed è arrivato in vetta alla classifica due mesi dopo. È stato il ventesimo disco più venduto dell'anno in Corea del Sud, con 86 000 copie. La riedizione ha debuttato al primo posto appena uscita, vendendo quasi 15 000 copie entro la fine del 2014.
Negli Stati Uniti, l'EP è figurato in terza posizione sulla World Albums Chart di Billboard appena uscito, segnando il primo ingresso del gruppo nella classifica. Ha fatto la sua prima apparizione sulla Billboard 200 in occasione della ripubblicazione della Special Addition a ottobre 2020, entrando simultaneamente nella classifica Top Rap Albums in settima posizione e vendendo 26 000 copie fisiche.

## Classifiche

### Classifiche settimanali
| Classifica (2014-22) | Posizione massima | Posizione massima                 |
| Classifica (2014-22) | Skool Luv Affair  | Skool Luv Affair Special Addition |
| -------------------- | ----------------- | --------------------------------- |
| Australia            | 23                | —                                 |
| Belgio (Fiandre)     | 150               | —                                 |
| Belgio (Vallonia)    | 187               | —                                 |
| Corea del Sud        | 1                 | 1                                 |
| Croazia              | 15                | —                                 |
| Germania             | 35                | —                                 |
| Giappone             | —                 | 3                                 |
| Nuova Zelanda        | 33                | —                                 |
| Spagna               | 38                | —                                 |
| Stati Uniti          | 12                | —                                 |
| Svizzera             | 49                | —                                 |
| Ungheria             | 19                | —                                 |

### Classifiche mensili
| Classifica (2014) | Posizione massima | Posizione massima                 |
| Classifica (2014) | Skool Luv Affair  | Skool Luv Affair Special Addition |
| ----------------- | ----------------- | --------------------------------- |
| Corea del Sud     | 4                 | 7                                 |

### Classifiche di fine anno
| Classifica           | Posizione        | Posizione                         |
| Classifica           | Skool Luv Affair | Skool Luv Affair Special Addition |
| -------------------- | ---------------- | --------------------------------- |
| Corea del Sud (2014) | 20               | 98                                |
| Corea del Sud (2015) | 65               | —                                 |
| Corea del Sud (2016) | 66               | —                                 |
| Corea del Sud (2017) | 74               | —                                 |
| Corea del Sud (2018) | 58               | —                                 |
| Corea del Sud (2019) | 62               | —                                 |
| Ungheria (2019)      | 61               | —                                 |
| Corea del Sud (2020) | 98               | 10                                |
| Giappone (2020)      | —                | 89                                |
| Ungheria (2020)      | 84               | —                                 |
| Corea del Sud (2021) | 88               | —                                 |